# Herneith
Herneith (littéralement « le visage de Neith » — déesse de la chasse et du tissage) est une reine de la Ire dynastie des rois de la période thinite et une des épouses du roi Djer.

## Attestations
La reine est attestée en deux endroits :
- à Abydos, dans le secteur de la tombe de Djer avec un morceau d'ivoire[2], un vase en pierre[3], un fragment de vase en calcaire[4], dans le secteur de la tombe de Den avec un vase[5] et un bol en pierre sans provenance exacte dans la nécropole d'Oumm el-Qa'ab[6] ;
- à Saqqarah, dans la tombe S3507 qui lui est habituellement attribuée, avec un vase en schiste[7].

## Titulaire et postérité
Selon les titres présents sur les objets découverts dans la tombe S3507, elle porte les titres suivants :
- « Première des Dames » (Khenty, ḫnty)[8] ;
- « Celle qui est unit aux Deux Seigneurs » (Semayt-Nebouy, smȝy.t nb.wy)[9].

## Identité
Le nom de Djer semble être inscrit sur le bol découvert dans la tombe S3507 sur lequel se trouvaient déjà les deux titres mentionnés ; l'inscription se lirait : « Celle qui est unit aux Deux Seigneurs, la Première des Dames de Djer » (Semayt-Nebouy Khenty Djer, smȝy.t nb.wy ḫnty Ḏr). Cependant, la lecture du hiéroglyphe transcrivant le nom de Djer n'est pas certaine.
En conséquence, certains égyptologues supposent qu'elle était l'épouse de Djer, voire également la mère de Merneith. Elle n'est probablement pas la mère du successeur d'Ouadji, le successeur de Djer, car elle ne porte pas le titre de « mère du roi » (mw.t-nsw),. Cependant, cela ne fait pas l'unanimité : il a été suggéré, sans certitude, qu'elle soit l'épouse d'Ouadji.
La reine semble avoir été enterrée pendant le règne de Den ; en effet, près de huit tessons de poteries et six sceaux sont inscrits avec le serekh du roi.

## Sépulture
La tombe S3507 est située au bord de l'escarpement, à environ 30 mètres au sud de la tombe X, qui a été découverte et enregistrée en 1938 lors de la construction de magasins derrière le quartier général de l'expédition de la fouille de Walter Bryan Emery. Comme la tombe X, le S3507 peut être daté du règne de Den, mais contrairement à la première, qui a été construite à la fin du règne, il ne fait aucun doute, d'après les preuves architecturales et les objets, qu'elle appartient au début du règne de Den. Il est possible que la tombe ait été dérangée puis refermée pendant le règne de Qâ car un sceau de ce roi y a été découvert.
La tombe, un mastaba à façade de palais, était entourée d'un enclos mesurant 44,35 × 22,25 mètres, orienté nord-sud, le corridor qui entourait la tombe et la séparait de cet enclos étant large de 2,90 mètres. Cet enclos était large de 0,80 mètre à la base et de 0,28 mètre au sommet, avec une hauteur conservée jusqu'à 1,45 mètres. L'entrée, de 1,65 mètres de large, se trouve à l'extrémité sud de la façade est de l'enclos ; cette entrée est ouverte depuis une cour à l'extérieur de l'enclos de 4,50 mètres de large pour 2,65 mètres de profondeur.
La façade de palais du mastaba est constituée de huit grandes niches (1,90 mètres de large pour 0,80 mètre de profondeur) sur les longs côtés et de trois grandes niches sur les petits côtés, chaque grande niche étant séparée par trois petites niches (0,50 mètre de large pour 0,30 mètre de profondeur). Des têtes de bœufs ont été découvertes devant chaque petite niche centrale.
L'intérieur de la superstructure est divisé en une série de vingt-neuf magasins par des murs transversaux d'une épaisseur uniforme de 0,65 mètre. Ces murs transversaux sont tous liés entre eux ainsi qu'aux murs principaux de la superstructure, la maçonnerie étant posée en rangées de trois châssis pour un linteau. Les murs des magasins n'ont pas été recouverts de plâtre et les planchers ont été surélevés à une hauteur uniforme de 1,25 mètres par un remplissage de sable. 
L'infrastructure consiste en une profonde fosse rectangulaire avec un escalier taillé dans le roc, de 0,60 mètre de large, contre son mur nord, qui descend jusqu'à la moitié de sa profondeur. Au sommet, la fosse mesure 5,25 mètres du nord au sud et 3,15 mètres de l'est à l'ouest, pour une profondeur totale de 4,75 mètres à partir du sol. Le bord des quatre côtés est fait d'un mur de briques qui s'élève à environ 0,30 mètre au-dessus du niveau du sol et qui conserve les strates de gravier tendre dans lesquelles les poutres en bois de la toiture étaient encastrées. Ces poutres, espacées d'environ 0,30 mètre, étaient disposées d'est en ouest et supportaient de lourdes planches transversales dont les vestiges ont été retrouvés dans les murs de soutènement. À une profondeur de 2,25 mètres, une plate-forme taillée dans les quatre murs de la fosse servait de support à un second toit en bois qui s'étendait du pied de l'escalier descendant jusqu'à deux pilastres taillés dans le roc dans les murs est et ouest. Ces pilastres étaient enjambés par un linteau en calcaire sculpté d'une frise de lions assis. Le linteau, d'une profondeur de 0,25 mètre, soutenait une couverture en dalles de pierre qui recouvrait la partie sud de la chambre funéraire.
La substructure est recouverte d'un tumulus rectangulaire de sable et de moellons, recouvert d'une seule couche de briques posées à la manière d'une tuile. Les coins ne sont pas arrondis, mais forment des angles aigus. Les dimensions de ce tumulus sont de 10,50 mètres du nord au sud et de 9,20 mètres d'est en ouest, avec une hauteur maximale de 1,10 mètres.
Les briques de l'ensemble de la structure étaient de taille uniforme : 0,24 × 0,11 × 0,05 mètres.